# Савва (Остапенко)
Схиигу́мен Са́вва (в миру Никола́й Миха́йлович Оста́пенко; 11 [25] ноября 1898, в день памяти Иоанна V Милостивого, станица Новоминская, Ейский отдел, Кубанская область — 27 июля 1980, Псково-Печерский монастырь) — священнослужитель Русской православной церкви, духовный писатель, насельник Псково-Печерского монастыря. Почитается в православной среде как старец.

## Биография
Родился 11 ноября (ст. ст.) 1898 году в день памяти Иоанна V Милостивого в простой христианской семье на Кубани. Его родители Михаил и Екатерина Остапенко отличались глубокой верой, благочестием и страннолюбием. В семье было восемь детей.
В 1904 году был отдан на обучение в церковно-приходскую школу, где был одним из способных учеников. С малых лет прислуживал в храме, пел на клиросе. Однажды зимой, едва не утонув в проруби, он сильно простудился и заболел. Во время болезни ощутил желание быть священником. Как-то раз он даже хотел втайне от родителей бежать с монахом-паломником, но тот уговорил ребёнка обождать год-другой.
В 1911 году Николай окончил 2-классное училище, в 1914 году — досрочно в связи с началом Первой мировой войны призван в армию .
С 1917 года служил в рядах Красной Армии. После Гражданской — закончил военно-техническое училище со званием военного техника и работал по специальности.
До 1931 года служил инженером-прорабом в Горпромстрое. В 1932 году — окончил Московский строительный институт и до 1945 года работал инженером-строителем.
В 1946 году, в возрасте 48 лет успешно сдает экзамены в Духовную семинарию при Троице-Сергиевой Лавре. Вскоре наместник Лавры архимандрит Иоанн (Разумов) ходатайствует перед Святейшим Патриархом о пострижении Николая Остапенко в монашеский чин. При постриге ему было дано имя Савва, в честь Саввы Сторожевского (Звенигородского). В Лавре нёс послушание эконома.
В одной из бесед со своим воспреемником епископом Вениамином отцу Савве было дано 4 основных завета:
1. Для того чтобы руководить народом и быть мудрым и опытным наставником, надо много читать святоотеческих книг.
2. Никому, даже родственникам, на житейские темы писем не писать.
3. Быть среди священнослужителей последним, то есть презреть честолюбие, не стремиться к наградам, почестям и повышению сана.
4. Нести крест благодушно.

Переводится в Свято-Успенский Псково-Печерский монастырь, в котором, впоследствии принимает великую схиму.
Скончался (14) 27 июля 1980 году, был похоронен в пещерах при большом стечении народа.

## Духовные сочинения
- Прими от меня искренний совет. Изд. М.: Елеон. 1999. ISBN 978-966-302-922-1, Изд. Неугасимая лампада. 2013. ISBN 978-5-904268-72-5
- Бисер духовный. Схиигумен Савва. Изд. Ковчег. 2007. ISBN 5-94741-041-1
- Слезы покаяния. Изд. Неугасимая лампада. 2007
- В дополнение к общему молитвослову. Изд. Сатисъ. 2010. ISBN 5-4056-5308-6
- Пути спасения. Изд. Неугасимая лампада. 2007
- Полное собрание проповедей и поучений. В 2-х томах. Изд. Артос-Медиа. 2009 ISBN 5-9946-0042-9, ISBN 5-9946-0042-9
- Семена слова для нивы Божией. Изд. Артос-Медиа. 2009 ISBN 978-5-9946-0079-5
- Семена сатаны и Любовь Христова. Артос-Медиа. 2009
- О главных христианских добродетелях и гордости. Изд. Сатисъ. 2011. ISBN 5-4056-5308-6
- Плоды истинного покаяния. Изд. Артос-Медиа. 2009. ISBN 978-5-9946-0027-6, Изд. Неугасимая лампада. 2013. ISBN 978-5-9946-0235-5
- Зажги свечу в своей душе. Изд. Артос-Медиа. 2010. ISBN 978-5-9946-0127-3
- Близок к нам Господь: Жизнеописание, воспоминания духовных чад и труды схиигумена Саввы (Остапенко). Изд. Сретенского монастыря. Москва. 2010 ISBN 978-5-7533-0383-7
- Алфавит духовный. Изд. Братство святого апостола Иоанна Богослова. 2010. ISBN 978-5-89424-064-0
- Опыт построения истинного миросозерцания. Изд. Православный паломник. 2010. ISBN 5-88060-163-3
- Искусство жить. Изд. Издательство Православного братства святого апостола Иоанна Богослова. 2011. ISBN 978-5-89424-078-7
- О Божественной литургии. Изд. Сатисъ. 2011. ISBN 978-5-7868-0010-5
- Земной путь к Богу. Изд. Артос-Медиа. 2010. ISBN 978-5-9946-0059-7